# Лопес Обрадор, Андрес Мануэль
Андре́с Мануэ́ль Ло́пес Обрадо́р (исп. Andrés Manuel López Obrador; род. 13 ноября 1953, Макуспана, штат Табаско, Мексика) — мексиканский государственный и политический деятель. Президент Мексики с 1 декабря 2018 по 30 сентября 2024 года.
Кандидат в президенты на выборах 2006, 2012 и 2018 годов, бывший глава правительства Федерального округа. На выборах 2006 года потерпел поражение с минимальным отрывом, в результате чего его сторонники начали массовые акции протеста и объявили его президентом. Член Партии демократической революции, затем — Движения национального возрождения.
Сторонники и пресса называют Лопеса Обрадора АМЛО (AMLO) — по первым буквам имени и фамилии или Пехе (Peje, рыба-панцирник, считается, что она символизирует настойчивость и упорство).
В 2020 году Андресу Мануэлю Лопесу Обрадору присвоили Шнобелевскую премию в области медицины «за использование пандемии COVID-19, чтобы научить мир тому, что политики имеют большее влияние на жизнь и смерть, чем учёные и врачи». Вместе с ним лауреатами названы президент России Владимир Путин, президент США Дональд Трамп, президент Белоруссии Александр Лукашенко, президент Бразилии Жаир Болсонару, британский премьер-министр Борис Джонсон, президент Турции Реджеп Тайип Эрдоган, президент Туркменистана Гурбангулы Бердымухамедов.

## Биография
Окончил Национальный автономный университет Мексики (диплом специалиста по политологии и публичному управлению; исп. Ciencias Políticas y Administración Pública). Начинал политическую карьеру в Институционно-революционной партии, которая долгое время была бессменно правящей в Мексике. В 1988 году перешёл в движение Corriente Democrática (рус. Демократическое Течение), созданное Куаутемоком Карденасом, влиятельным членом ИРП и сыном экс-президента Ласаро Карденаса. В 1989 году Corriente Democrática была преобразована в Партию демократической революции.
В 1996—1999 годах возглавлял ПДР, в 2000 году был избран главой правительства Федерального округа (исп. Jefe de Gobierno del Distrito Federal; должность приблизительно соответствует посту мэра города без учёта агломерации). На этом посту он уделял большое внимание социальным проектам и решению проблем с недвижимостью. Также по его инициативе была открыта система экспресс-автобусов с выделенной полосой Metrobús. В то же время его оппоненты критиковали его за недостаточное внимание к развитию метрополитена Мехико. В 2004—2005 годах Конгресс лишил его неприкосновенности из-за дела в суде, что иногда рассматривается как исключительно политическая акция его противников. Тем не менее, Обрадор стал популярным политиком в общенациональном масштабе.
В 2006 году Обрадор участвовал в президентских выборах в Мексике в качестве кандидата от ПДР. На выборах однопартиец действующего президента Висенте Фокса правоцентрист Фелипе Кальдерон получил 35,89 % (15 000 284 голоса), Обрадор — 35,31 % (14 756 350), кандидат от другой левоцентристской партии (ИРП) Роберто Мадрасо — 22,26 % (9 301 441). Поскольку избирательное законодательство Мексики не предусматривает возможности проведения второго тура, новым президентом стал Кальдерон. Сторонники Обрадора, однако, потребовали признать итоги выборов недействительными. Они, в частности, указывали на то, что после подсчёта 90 % бюллетеней Обрадор выигрывал у Кальдерона с перевесом более чем в один процент и предположили, что во время подсчёта последних 10 % бюллетеней были задействованы нелегитимные способы победы Кальдерона на выборах. Протесты, начавшиеся после выборов, получили название «революции кактусов».
Принял участие в президентских выборах 2012 года, занял второе место, набрав 31,6 % голосов.
После выборов вышел из Партии демократической революции и возглавил Движение национального возрождения.
Кандидат в президенты на выборах 2018 года от коалиции «Вместе мы сделаем историю», в которую входят Движение национального возрождения (MORENA), Партия труда (PT) и Партия социальной солидарности (PES). Одержал победу на всеобщих выборах, прошедших 1 июля 2018 года.

### Правление
При Лопесе Обрадоре были сокращены расходы на содержание государственных служащих, что было одним из пунктов его предвыборной программы. Он ввел порог зарплат госслужащих, который не должен превышать президентского жалования (около 120 тыс. песо в месяц, что эквивалентно примерно $6700). Президент отказался от частного самолета (Boeing 787 Dreamliner) которым пользовался его предшественник, отменил пенсии бывшим президентам. Также был ликвидирован Генеральный штаб президента, отвечавший за его безопасность, и 8 тыс. военнослужащих из него были переведены на службу по обеспечению общественной безопасности.
Были расширены социальные программы: пособия стали получать на 65 % больше людей, чем при предыдущем правительстве. При этом более чем на 200 % были увеличены налоги для богатейших налогоплательщиков страны. Ежегодно повышалась минимальная заработная плата. Согласно данным Национального совета по оценке политики социального развития (CONEVAL), за пять лет правления Лопеса Обрадора уровень бедности в Мексике снизился с 41,9 % до 36,3 %.
Была приостановлена выдача концессий на добычу нефти иностранным компаниям. Были национализированы тридцать электростанций, которые ранее принадлежали испанской компании Iberdrola.
Для борьбы с преступностью в марте 2019 года была создана Национальная гвардия, в состав которой вошли служащие Федеральной полиции, военно-морского флота и армии.
Что касается внешней политики, то Мексика при Лопесе Обрадоре предоставила политическое убежище Эво Моралесу, вынужденному бежать из Боливии после спорных президентских выборов и, признала, в отличие от многих других стран Латинской Америки, избрание в Венесуэле президентом Николаса Мадуро.
По инициативе самого президента 10 апреля 2022 года прошёл референдум о досрочном прекращении его полномочий. 90,6 % пришедших на избирательные участки высказались за продолжение полномочий Лопеса Обрадора (при этом явка составила лишь 18,2 %).